# Spharagemon marmorata
Spharagemon marmorata är en insektsart som först beskrevs av Harris, T.W. 1841.  Spharagemon marmorata ingår i släktet Spharagemon och familjen gräshoppor.

## Underarter
Arten delas in i följande underarter:
- S. m. marmorata
- S. m. picta

## Bildgalleri

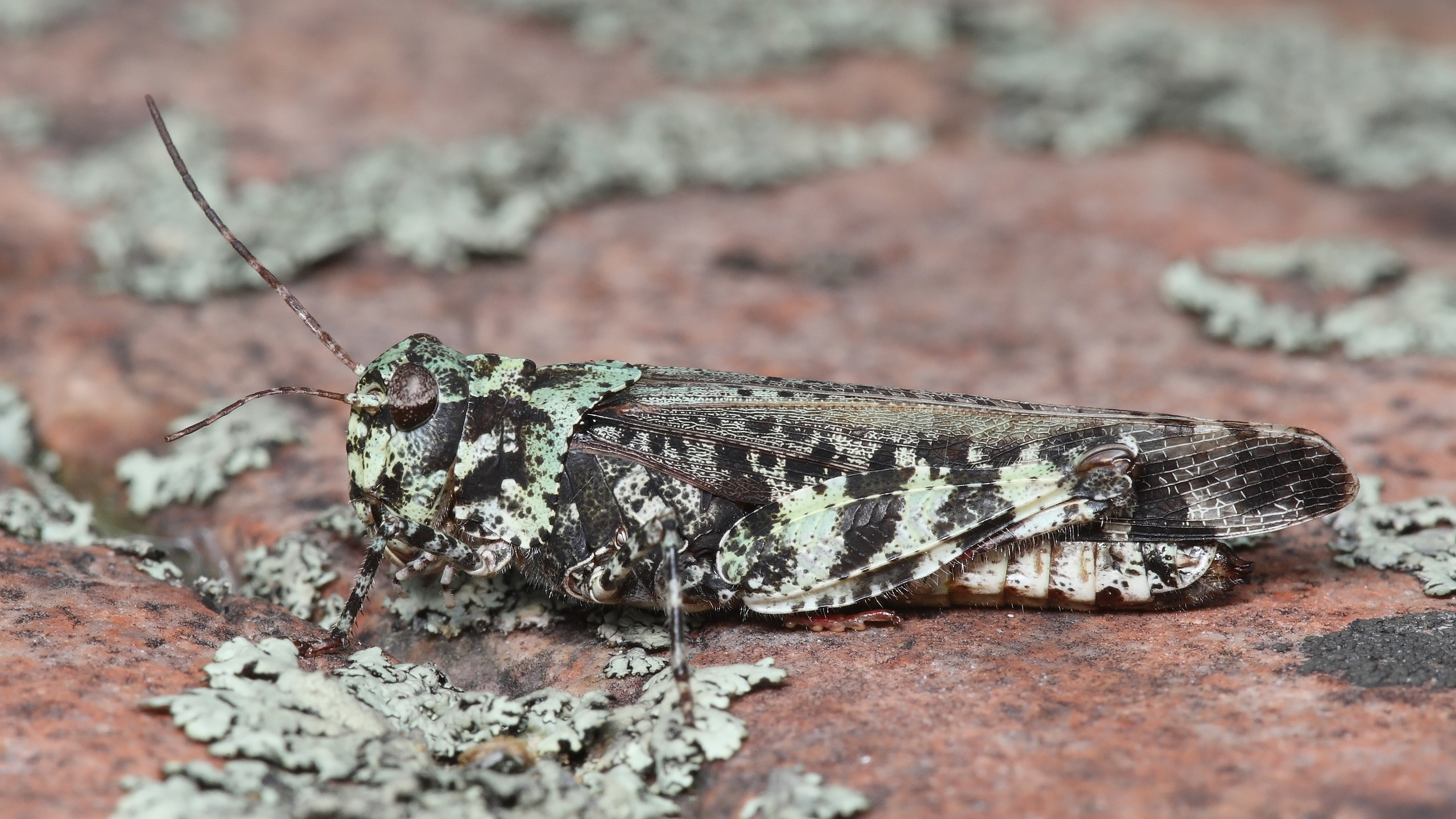